# Sclerasterias satsumana
Sclerasterias satsumana är en sjöstjärneart som beskrevs av Döderlein 1902. Sclerasterias satsumana ingår i släktet Sclerasterias och familjen trollsjöstjärnor. Inga underarter finns listade i Catalogue of Life.